# Sorcerer's Kingdom
Pour les articles homonymes, voir Sorcerer.
Sorcerer's Kingdom (ソーサルキングダム, Sorcer Kingdom) est un jeu vidéo de rôle sorti en 1992 sur Mega Drive. Le jeu a été développé par NCS Masaya et édité par Treco.

## Accueil
- Famitsu : 27/40[1]